# WWE Roadblock
WWE Roadblock – cykl gal profesjonalnego wrestlingu produkowanych przez WWE i nadawanych na żywo w systemie pay-per-view oraz WWE Network. Cykl został wprowadzony w marcu 2016 debiutując jako ekskluzywna gala na WWE Network. Druga edycja została zorganizowana w grudniu dla zawodników brandu Raw, emitowano ją również w systemie pay-per-view. Cykl Roadblock został przerwany po tej drugiej gali; jednak w marcu 2022 roku WWE wznowiło cykl dla brandu NXT, które odbyło się jako specjalny odcinek telewizyjny NXT 2.0 zatytułowany NXT Roadblock.
Nazwa gali odnosi się do oryginalnej daty z marca, będąc „drogą do WrestleManii”, największej corocznej gali federacji.

## Lista gal
|  | Gala brandu Raw |  | Gala brandu NXT |

| Gala                                       | Lokalizacja              | Arena                                | Walka wieczoru |
| ------------------------------------------ | ------------------------ | ------------------------------------ | --- |
| Roadblock 12 marca 2016                    | Toronto, Ontario, Kanada | Ricoh Coliseum                       | Triple H (c) vs. Dean Ambrose Singles match o WWE World Heavyweight Championship                                                                   |
| Roadblock: End of the Line 18 grudnia 2016 | Pittsburgh, Pensylwania  | PPG Paints Arena                     | Kevin Owens (c) vs. Roman Reigns Singles match o WWE Universal Championship                                                                        |
| NXT Roadblock (2022) 8 marca 2022          | Orlando, Floryda         | WWE Performance Center               | Bron Breakker (c) vs. Tommaso Ciampa vs. Dolph Ziggler Triple Threat match o NXT Championship                                                      |
| NXT Roadblock (2023) 7 marca 2023          | Orlando, Floryda         | WWE Performance Center               | Roxanne Perez (c) vs. Meiko Satomura Singles match o NXT Women’s Championship                                                                      |
| NXT Roadblock (2024) 5 marca 2024          | Orlando, Floryda         | WWE Performance Center               | Tony D’Angelo vs. Carmelo Hayes Singles match o miano pretendenta do NXT Championship na Stand & Deliver                                           |
| NXT Roadblock (2025) 11 marca 2025         | Nowy Jork, Nowy Jork     | The Theater at Madison Square Garden | Giulia (c-NXT) vs. Stephanie Vaquer (c-North American) Winner Takes All match o NXT Women’s Championship i NXT Women’s North American Championship |